# Ořešák větší

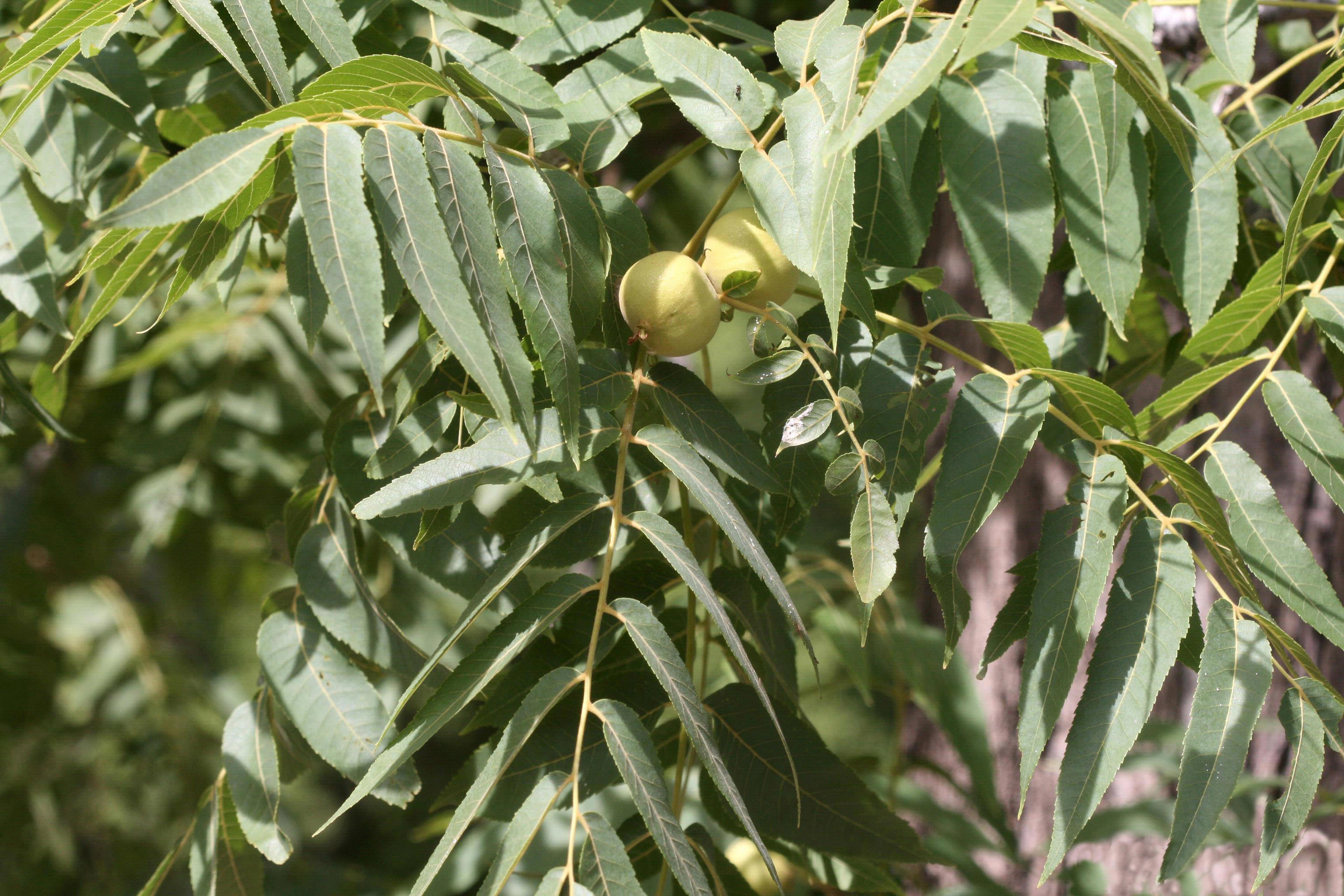
Listy a nezralé plody

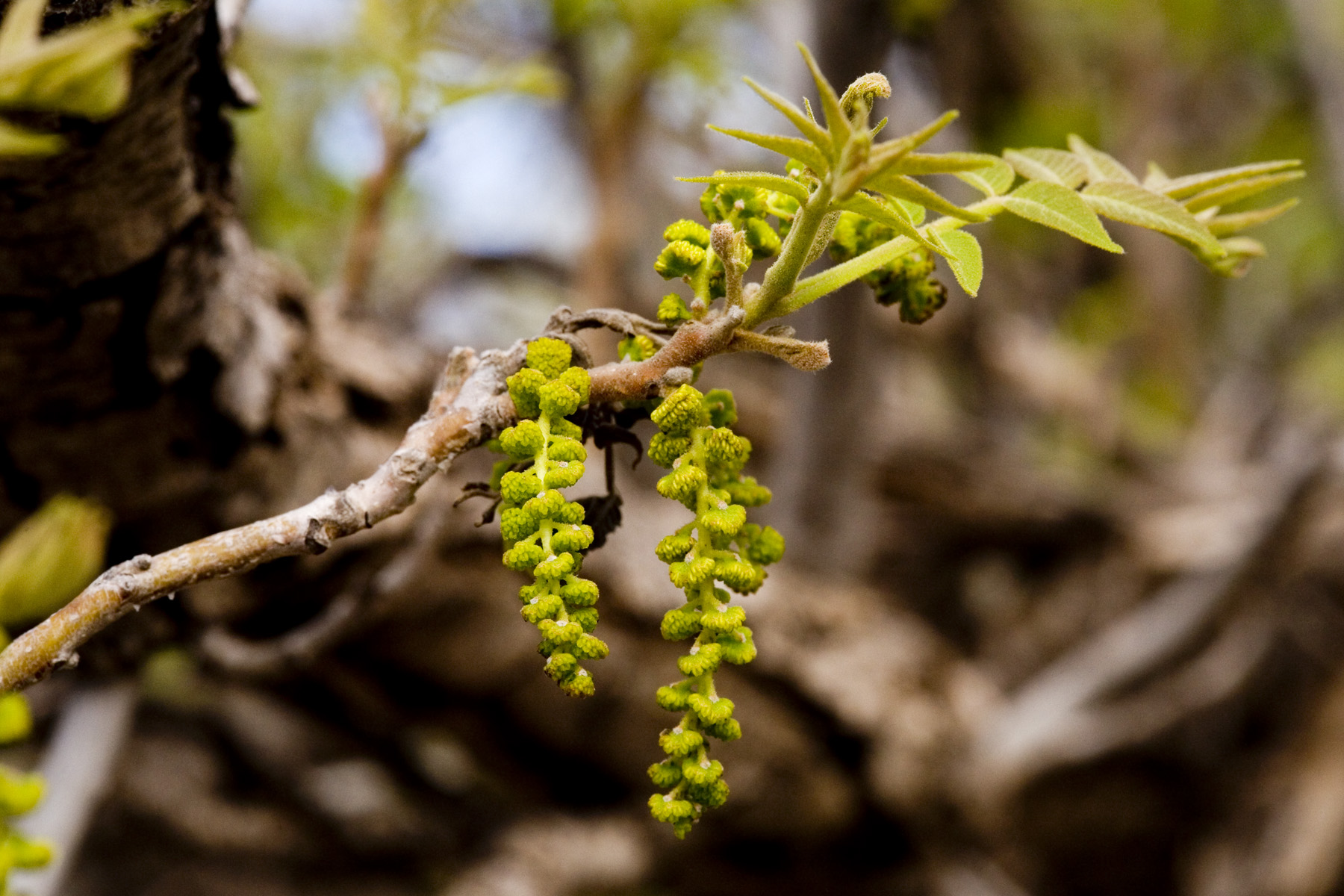
Samčí květy - jehnědy

Ořešák větší (Juglans major) je listnatý, opadavý, jednodomý strom vysoký až 15 m s otevřenou zaoblenou korunou. Je dřevinou pocházející a rostoucí v sušších oblastech Severní Ameriky, kde bývá od pradávna využívána pro jedlé plody.
Je původní druh rozšířený hlavně v severním i středním Mexiku a v polopouštních oblastech států Arizona, Nové Mexiko, Oklahoma a Texas ve Spojených státech amerických. Roste přirozeně od nížin až po horské oblasti sahající do výše okolo 2000 m n. m., v nížinách obvykle okolo místních vybřežujících řek a ve vyšších nadmořských výškách i ve stěnách kaňonů podél v letním období vysychajících vodních toků. Druhotně byl lidmi rozšířen do horských lesů na Kavkaze.

## Ekologie
Je považován za obligátní pobřežní druh, jeho požadavky na vodu jsou však menší než u jiných souběžně rostoucích stromů. Je dřevinou snášející do určité míry sucho a také je poměrně odolný vůči záplavám. Při déletrvající záplavě sice dochází k určitému odumírání kořenů, ale strom brzy vytváří četné nové. Obvykle se vyskytuje na severně orientovaných svazích, nejčastěji v nadmořské výšce od 300 po 2000 m. Vyrůstá jako součást galeriových, smíšených nebo i jehličnatých lesů podél vodních toků nebo v jejich inundačních pásmech, stejně jako okolo pravidelně vysychající potoků a řek. Je vhodným stromem do kamenité půdy s vyšší hladinou spodní vody. Snese krátkodobý pokles teploty pod -2 °C.
Roste v široké škále půdních substrátů které bývají hrubé, štěrkovité i kamenité, někdy i naplavené písky; obvykle v důsledku častých záplav obsahují jen malé množství humusu. Půdní materiály zahrnují hlavně čedič, diorit, žulu a vápenec. Ořešák větší je dlouhověkou dřevinou, může dosáhnou stáří až 400 let, většina starých stromů však byla z dostupných míst v minulosti již vykácena a zužitkována. Po jeho usmrcení nebo poškození v produktivním věku raší nový jedinec z kořenové koruny. V případě dlouhotrvajícího letního sucha někdy opadají listy a strom se dostane do kvazi spánku.
Zhruba od poloviny listopadu pravidelně shazuje listy a přechází do zimního spánku. S příchodem jara se počátkem března začínají stromům rozvíjet první listové pupeny. Současně s rašením listů dozrávají jehnědy se samčími květy a nenápadné samičí květy na koncích větviček, od konce března do začátku května dochází k opylení větrosnubných květů. Stromy na suchých stanovištích produkují větší množství samčích květů, na velmi suchých mohou mít výhradně jen samčí květy.
Plody dozrávají v závislosti na lokalitě a počasí asi za tři měsíce po opylení. Zralé ořechy začínají opadávat již počátkem srpna a září, některé však na stromech přetrvají až do jarních povodní, které usnadní jejich rozptýlení do okolí. Množství plodů je také závislé na objemu dešťových srážek během vegetace, větší množství vláhy znamená více plodů. Stromy na sušších stanovištích mají tendenci produkovat méně plodů, které ale bývají větší.

## Popis
Opadavý listnatý jednodomý strom, jenž bývá v dospělosti vysoký 9 až 15 m a jeho kmen s drsnou kůrou může mít výčetní tloušťku od 0,3 do 1,3 m. Ve vlhkých podmínkách mívá jeden rovný kmen a rozložitou korunu, na suchých stanovištích bývá kmen zdvojený nebo je vícečetný. Má hluboko sahající hlavní kůlovitý kořen a několik silných bočních kořenů, které jej dobře ukotvují. Kůra kmene i větví je zprvu hladká a světle šedá, s věkem tmavne a dělí se na úzké kostkované pláty. Větve jsou štíhlé, zprvu chlupaté, později přecházejí v lysé a získávají stříbřitě hnědou barvu. Jizvy po opadaných listech jsou nápadně světlé, velké, trojúhelníkové se zaoblenými rohy, horní okraj mají vroubkovaný a jsou lysé. Pupeny větviček jsou úzce vejčité nebo kuželovité, někdy zploštělé, jsou velké 4 až 7 mm a kryté plstnatými šupinami.
Aromatické, střídavě vyrůstající listy s 3 až 6 cm dlouhými řapíky jsou lichozpeřené, dlouhé 18 až 38 cm, vřeteno mají chlupaté a koncový lístek je drobný, někdy dokonce chybí. Lístků s kratičkými řapíčky bývá devět až patnáct, jsou kopinaté až vejčité, dlouhé 6,5 až 10,5 cm a široké 1,5 až 3,5 cm, bázi mají zaoblenou až nesymetrickou, vrchol úzce zahrocený, obvod pilovitý a na rubové straně jsou bledší.
Květy jsou jednopohlavné, samčí i samičí rostou na jednom stromě. Samčí jsou v jehnědách dlouhých 5 až 8 cm, které jsou přisedlé, nicí a obsahují zelené květy, ty mají po dvaceti až čtyřiceti tyčinkách s prašníky. Samičí květy vyrůstají jednotlivě nebo v malých koncových hroznech, pyl nutný k opylení přenáší vítr.
Plod je vlašský ořech obalený dužnatou, původně zelenou a ve zralosti zčernalou slupku, která praskne a plod z ní vypadne. Bývá velký 2 až 3,5 cm, je kulovitý až krátce vejčitý a vyrůstá po jednom až třech v plodenství. Vlastní plod s tlustostěnnou dřevnatou skořápkou bývá velký 1,8 až 2,7 cm a je hluboce podélně rýhovaný, plochy mezi rýhami jsou hladké. Obsahuje jedlé jádro semeno a je vítaný doplněk stravy místních obyvatel i významná potrava pro zvěř.

## Rozmnožování
Většina plodů spadne pod rodičovsky strom nebo do jeho blízkosti. Na svazích může gravitace přirozeně ořechy rozptýlit do okolí, stejně jako hlodavci a ptáci dělající si zásoby na zimu. Neporušené plody obvykle přezimují v mělké lesní podestýlce, kde studená stratifikace ukončuje dormanci. Klíčí ze skořápky obvykle na jaře nebo až v létě v období dešťů, přirozená úspěšnost klíčivosti je u takto přezimujících semen asi 50 %, ořechy pohřbené nehluboko v půdě mívají lepší výsledky než ležící na povrchu. Velká semena obvykle mají lepší životaschopnost, nicméně schopnost semen vyklíčit může klesat se stářím stromu. Stromy se nedají rozmnožit řízkováním, pouze semeny a tkáňovými kulturami.
Mladé semenáče přirozeně vznikají na místech otevřených slunci i ve stínu pod uzavřenými korunami stromů. Pro další vývoj jsou nejvýhodnější stanoviště vlhká a dostatečně osluněná, na zastíněných je jejich růst abnormálně zdlouhavý. Sazenice přirůstají poměrně pomalu, hodně energie spotřebovávají na tvorbu kůlového kořene, ten musí zajišťovat přístup k často hluboko uloženým vrstvám vlhké půdy. Sucho je primární příčinou většiny úmrtí semenáčů.
Mladé rostliny ořešáku většího se často objevují na stanovišti s porostem zničeným požárem nebo významnou povodní. Silná dřevnatá skořápka pomáhá při požáru izolovat embryo v plodu, při mírném ohni u ořechu ležícího na povrchu a při větším požáru u zahrabaného v půdě. Životaschopnost ořechů v půdní bance však bývá jen krátkodobá, trvá pouze rok či dva.

## Význam
Stromy ořešáku většího se obvykle využívají pro osázení oblasti po devastující povodni a na místech s vykácenými přerostlými původními jedinci. Svými mohutnými kořeny stabilizují břehy a zkvalitňují vodu odfiltrováním přebytečných živin. Občas se vysazují i jako stínicí stromy, které po zakořenění snesou poměrně suché stanoviště. Obsahují přírodní insekticid naftalen, jejich kůra i větvičky jsou proto nechutné pro lesní zvěř i domácí býložravce. Produkují také i alelopatické látky zpomalující růst jiných rostlin v okolí, při dešti se tyto látky uvolňují z listů a jsou smývány do země, obdobné chemikálie byly zjištěny i v půdě v blízkosti kořenů.
Semena zbavená dřevnaté slupky se používají k přímé spotřebě i pečená, případně rozemletá jako přísada do různých pokrmů. Ze semen se získává jedlý olej, který ale má tendenci rychle žluknout. Slupky plodů poskytují zlatohnědé barvivo.
Dřevo stromu je tvrdé, odolné vůči hnilobě, dobře opracovatelné a má líbivou kresbu, kvůli jeho omezenému výskytu a malé velikosti kmene ale není důležitým obchodním druhem. Používá se na různé sloupky, rukojeti, pažby, ojediněle na nábytek či se loupe na dýhu. Má vysoký obsah oleje, dlouho hoří a má dobrou výhřevnost. Plody jsou také žádanou potravou pro mnohé hlodavce i ptáky, kteří často využívají dutiny v korunách starých jedinců k hnízdění.

## Ohrožení
Populace ořešáku většího je považována za stabilní a jeho výskyt není ve výhledu, mimo změn klimatu, přímo ohrožován. IUCN jej považuje za taxon, jemuž nehrozí nebezpečí a v hodnocení jej zařadil mezi málo dotčené druhy (LC).